# القلعة الخطرة
القلعة الخطرة (بالإنجليزية: Castle Dangerous)‏ هي رواية نشرت عام 1831 بقلم السير والتر سكوت وكانت آخر رواية تنشر في حياته. وهي جزء من الجزء الرابع من «حكايات عن مالك الأرض».